# Soukaina Hamdi
Soukaina Hamdi ist eine marokkanische Fußballschiedsrichterassistentin.
Seit 2019 steht sie auf der Liste der FIFA-Schiedsrichter und leitet internationale Fußballpartien.
Hamdi war unter anderem Schiedsrichterassistentin bei der U-17-Weltmeisterschaft 2022 in Indien (zwei Spiele), bei der U-20-Afrikameisterschaft 2023 in Ägypten (drei Spiele) und beim U-17-Afrika-Cup 2023 in Algerien (zwei Spiele).
Im Januar 2023 wurde Hamdi für die Weltmeisterschaft 2023 in Australien und Neuseeland nominiert.